# Тикуна
Тикуна (тікуна, тукуна, магита) — генетично ізольована мова індіанців-тукуна. Поширена у верхів'ях Амазонки на стику трьох країн: Бразилії, Перу та Колумбії. Загальна кількість мовців досягає майже 49 тис. осіб, з них 32,6 тис. живуть у Бразилії і по 8 тис. у Перу та Колумбії. Таким чином, у Бразилії тикуна є індіанською мовою з найбільшою кількістю мовців.

## Ареал
У Бразилії мова тикуна поширена на заході країни, в західній частині штату Амазонас, у муніципалітетах Санту-Антоніу-ду-Іса, Бенжамін-Констант, Жутаї, Сан-Паулу-ді-Олівенса, Анорі, Берурі, Тефе, Фонті-Боа, Табатінга та Аматура.
У Колумбії тикуна представлена у південно-східній частині департаменту Амасонас, у муніципалітеті Летісія.
У Перу тикуна розповсюджена на сході департаменту Лорето в провінції Майнас.

## Генетична приналежність
Тикуна — ізольована мова, хоча є спроби пов'язати її з вимерлою некласифікованою мовою юрі (журі) з утворенням тикуна-юрійської сім'ї. Т. Кауфман (1994:62) вважає, що є певні лексичні свідчення на користь такої спорідненості.

## Граматична характеристика

### Фонологія
|         | передні  | середні  | задні    |
| верхні  | МФА: [i] | МФА: [ɨ] | МФА: [u] |
| середні | МФА: [e] |          | МФА: [o] |
| нижні   |          | МФА: [a] |          |

Тикуна є тоновою мовою, причому розрізняє лише регістрові (рівні) тони, як і мови Африки і Південно-Східної Азії. Проте різні дослідники виділяють різне число фонологічно значущих тонових рівнів (регістрів). Так, Андерсон (1959a, b) і Соарес (1995) описують у тикуна п'ять різних тонів, тоді як М. Е. Монтес-Родрігес (1995) виділяє лише верхній, нижній і слабкий, недовиражений середній тон.
Вокалізм представлено 6-членною трикутною системою. Крім того, згідно з Андерсоном, у тикуна виділяються ларингалізовані голосні.
Голосний /ɨ/ зазвичай передається через «ü».

### Синтаксис
Для тикуна характерний такий порядок слів у реченні: підмет — присудок — додаток (SVO). Мова не має прийменників, представлені лише післяйменники.

## Писемність
Абетка тикуна: A a, B b, C c, Ch ch, D d, E e, G g, I i, M m, N n, N, N g ng, O o, P p, Q q, R r, T t, U u, Ü ü, W w, X x, Y y, '. Назалізація позначається тильдою на літерою, ларингалізація — рискою під літерою.